# Bukit Timah
Bukit Timah (la « colline de l'étain » en malais) est une colline de 163,63 mètres située au centre de Pulau Ujong, la principale île de Singapour. Ses pentes sont occupées par la réserve naturelle de Bukit Timah qui a été classée comme ASEAN Heritage Parks.
Il s'agit du point naturel culminant de cette cité-État, mais est dépassé par le plus haut gratte-ciel de la ville, la Guoco Tower.

## Localisation et accès
Les environs de la colline constituent une zone urbaine planifiée connue sous le nom de Bukit Timah Planning Area et gérée par la Urban Redevelopment Authority et est incluse dans la région centrale du pays. Elle se trouve à 10 km du central business district de la ville de Singapour. La zone est souvent appelée Bukit Timah ou parfois district 11. Le bâti est principalement pavillonnaire, avec quelques immeubles.
La colline est accessible via la station de métro Hillview depuis la Downtown line. Plusieurs sentiers permettent d'atteindre le sommet où se trouve une tour de transmission.

## Climat
Comme le reste de la cité-état, Bukit Timah possède un climat équatorial avec une saison sèche et une saison humide.
La saison sèche s'étend d'avril à août, période pendant laquelle les précipitations sont généralement moins abondantes et les températures plus chaudes. La saison humide s'étend de septembre à mars, période durant laquelle les précipitations sont plus fréquentes et les températures plus fraîches.
Le climat au sommet change relativement peu par rapport à la base, bien que légèrement plus frais et venteux.